# Убийства в Казанской яме
Убийства в Казанской яме были массовым убийством преимущественно этнических сербов, проживавших в осажденном Сараево, силами Мушана Топаловича, командира 10-й горной бригады в армии Республики Боснии и Герцеговины во время Боснийской войны .

## Убийства
Топалович, известный под прозвищем «Како», во время войны стал командиром подразделения в Сараево. Он также участвовал в создании военизированных формирований «Патриотическая лига» и «Зелёные береты». Топалович, наряду с Юсуфом Празиной, Исметом Байрамовичем и другими, был одним из ключевых лидеров, которым было поручено защищать город на ранних этапах войны.
Рамиз Делалич, командовавший 9-й горной бригадой в Сараево, и Топалович, командовавший 10-й бригадой, контролировали большую часть осаждённой столицы. Топалович контролировал территорию от Скендерии на левом берегу Миляцки до востока. Он обладал абсолютной властью над районами, занимался набором новобранцев, контрабандой на чёрном рынке, похищением людей с целью получения выкупа, организацией изнасилований, распределением пустующих домов и, вероятно, казнил более 400 сербских солдат и мирных жителей.
В одном из зарегистрированных случаев семья из шести человек была убита из автоматического оружия, когда они собрались на обед. Нападавшие были одеты в форму Патриотической лиги.
Йован Дивьяк, этнический серб, генерал, служащий в армии Республики Боснии и Герцеговины, сообщил, что местные власти установили личности преступников в течение нескольких часов. Однако полиция заблокировала расследование, как это часто происходит в случаях антисербского насилия.
Казанская яма находилась на горе Требевич, ниже позиций Армии Республики Сербской, примерно в 1,5 километрах к северу от центра города. Она использовалась Како и его сообщниками в качестве места убийств и массового захоронения жертв. Сербских мирных жителей окружали, избивали, а затем убивали, часто перерезая им горло и обезглавливая. После этого тела сбрасывали в яму.
27 мая 1993 года Дивьяк направил президенту Боснии Алие Изетбеговичу информацию о преступлениях, совершённых против сербского гражданского населения в Сараево. В пятистраничном письме подробно описывались убийства, совершённые военизированными формированиями, а также перечислялись имена более десяти человек, похищенных и убитых.
Журнал «Dani» стал одним из первых изданий, рассказавших о преступлениях Топаловича против сербского населения Сараево. В номере от 29 января 1993 года была опубликована трёхстраничная статья о страданиях и положении сербов в городе. В 22 зарегистрированных инцидентах было подтверждено, что погибли 39 человек, все, кроме двух, были этническими сербами, национальность двух других жертв неизвестна.

## Аресты
26 октября 1993 года правительство Боснии и Герцеговины начало операцию под кодовым названием «Операция Требевич 2», целью которой было пресечение преступной деятельности в собственных рядах и возвращение в систему дезертировавших военных групп. Операция была направлена против 9-й моторизованной и 10-й горной бригады армии Республики Боснии и Герцеговины, а также против их командиров.
В ходе операции боснийские полицейские подразделения расформировали военизированную группу Како, арестовали 16 солдат и убили Како, которого один из боснийских генералов назвал «неудобным свидетелем» военных преступлений. Сообщникам Како были предъявлены обвинения, но после судебного разбирательства в Сараевском военном суде они были приговорены к минимальным наказаниям.
Четверо человек были приговорены к шести годам лишения свободы каждый: Эсад Тукакович, Зийо Кубат, Рефик Чолак и Мевлудин Селак. Восемь человек были приговорены к десяти месяцам лишения свободы каждый за несообщение о преступлении и виновных. Всего 14 солдат были признаны виновными в совершении различных преступлений, большинство из них были осуждены на несколько месяцев лишения свободы.

В ходе судебного процесса Тукакович подробно описал пытки и убийство пары Василия и Анны Лаврив. Он заявил, что ударил Василия Лаврива и перерезал ему горло, он продолжил:
Я взял свой нож — он был длиной 40 сантиметров — и отрезал ей [Анне Лаврив] голову от тела. Я столкнул ее труп в яму и оставил ее голову на земле. После этого я побежал к траншее. У меня были все руки и одежда в крови. Я умылся, поэтому не видел, как убивали двух других людей. Когда я вернулся в штаб бригады, мне сказали, что Како был доволен моей работой. 
Отношения боснийского правительства с Како и его вооружённой группой были сложными, поскольку их основной задачей была защита города во время осады. Алибабич и другие утверждают, что Како был устранён не из-за того, что он был неконтролируемым командиром, а потому что он стал политической обузой для Изетбеговича и его ближайшего окружения из числа политических лидеров ПДД, которые были соучастниками его незаконной деятельности.
Како был торжественно похоронен на кладбище мучеников Ковача в декабре 1996 года во время похорон, организованных «Зелёными беретами». На похороны пришло около 10 000 человек. Это вызвало недовольство среди либеральной общественности Сараево и побудило генерала Дивляка написать Изетбеговичу письмо протеста.

## Число погибших
Следователи провели эксгумацию массовых захоронений в казанской яме, в результате чего было извлечено 29 тел. Однако работа была внезапно остановлена Министерством внутренних дел и больше не возобновлялась.
Мунир Алибабич, занимавший в то время должность начальника полиции Сараево и отвечавший за расследование, сообщил, что в яме явно было больше 29 тел, но ему было приказано прекратить все работы. Министр внутренних дел сообщил, что это был приказ президента. Мунир Алибабич выразил подозрение, что обнаружение большого количества тел было политически неудобным.
Из 15 опознанных жертв 10 были сербами, 2 — украинцами, 2 — хорватами и один — боснийцем.
В ходе конфликта в казанской яме точное число погибших неизвестно, однако, по оценкам, оно составляет от нескольких десятков до нескольких сотен человек.
Официальные лица Федерации Боснии и Герцеговины сообщают, что в результате действий военизированных формирований в Сараево погибло не менее 150 мирных жителей.
Из-за военных действий многие сербы были вынуждены покинуть город, особенно в летний период 1992 года. К концу войны численность сербского населения в Сараево сократилась до нескольких десятков тысяч человек, что составляет менее 20% от количества жителей города в 1991 году.

## Память
В 2014 году в Сараево неправительственной организацией UDIK было организовано первое публичное поминовение жертв. В 2016 году боснийский политик Бакир Изетбегович, сын Алии Изетбегович, посетил место захоронения жертв войны среди сербов Сараево и возложил цветы на край оврага в память о погибших.

### Мемориал

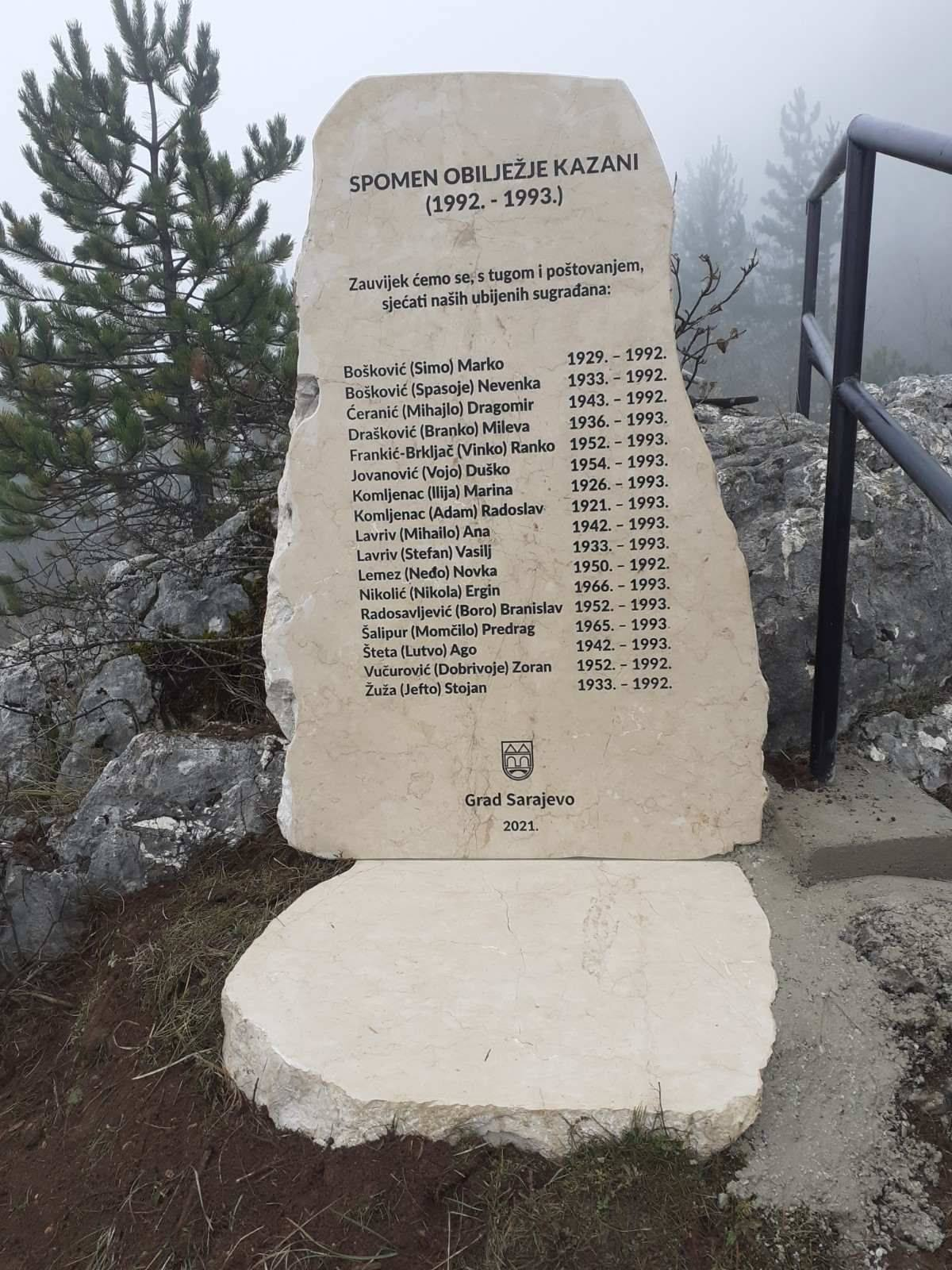
Памятник жертвам.

В течение нескольких лет боснийские неправительственные организации, включая UDIK, призывали городские власти Сараево установить памятник жертвам. В декабре 2020 года городской совет Сараево включил мемориал жертвам в план строительства памятников, которые будут финансироваться и возводиться в 2021 году. В мае 2021 года был объявлен конкурс на проект мемориала жертвам.
12 ноября 2021 года был установлен памятник. 15 ноября состоялось его открытие, на котором присутствовали Бенджамин Карич, Милан Дунович и Кристиан Шмидт, занимающий должность Верховного представителя в Боснии и Герцеговине.
UDIK, который выступил одним из инициаторов создания мемориала, а также семьи жертв не присутствовали на открытии, так как стало известно, что на мемориальной доске не будут указаны имена виновных. Это было одним из главных требований, которые были высказаны UDIK, многоэтнической партией Naša stranka и семьями жертв в процессе проектирования памятника.
Другие организации, такие как Ассоциация обладателей Золотой лилии и Золотого полицейского значка, Ассоциация ветеранов Патриотической лиги, Ассоциация генералов Боснии и Герцеговины и кантональные комитеты СДП, также поддержали идею уклонения от ответственности виновных.